# That's the Way My Heart Goes
That’s the Way That My Heart Goes är en poplåt från 2006 skriven av Jörgen Elofsson som blev Marie Serneholts första solosingel. Singeln låg som högst på andra plats på Sverigetopplistan och fanns med på listan totalt 19 veckor.

## Listplaceringar
| Lista (2006)  | Topplacering |
| ------------- | ------------ |
| Finland       | 19           |
| Nederländerna | 72           |
| Schweiz       | 24           |
| Sverige       | 2            |
| Österrike     | 46           |